# Новий Базанув
Новий Базанув (пол. Nowy Bazanów) — село в Польщі, у гміні Рики Рицького повіту Люблінського воєводства.
Населення — 379 осіб (2011).

## Демографія
Демографічна структура станом на 31 березня 2011 року:
|          | Загалом | Допрацездатний вік | Працездатний вік | Постпрацездатний вік |
| -------- | ------- | ------------------ | ---------------- | -------------------- |
| Чоловіки | 201     | 49                 | 133              | 19                   |
| Жінки    | 178     | 35                 | 104              | 39                   |
| Разом    | 379     | 84                 | 237              | 58                   |